# Phractocephalus hemioliopterus
A Phractocephalus hemioliopterus a sugarasúszójú halak (Actinopterygii) osztályának harcsaalakúak (Siluriformes) rendjébe, ezen belül a Pimelodidae családjába tartozó faj.
Nemének az egyetlen élő faja és egyben a típusfaja is.

## Előfordulása
A Phractocephalus hemioliopterus előfordulási területe Dél-Amerika északi fele, ahol az Amazonas és az Orinoco vízrendszereket népesíti be. Ezt a halat betelepítették Florida vizeibe is, azonban eddig még nem alakított ki életképes állományt.

## Megjelenése
Ez a harcsafaj átlagosan 60 centiméter hosszú, de elérheti a 134 centiméteres hosszúságot is. 85 centiméteresen felnőttnek számít. Az eddig kifogott legnagyobb példány 44,2 kilogrammot nyomott. A háti része olajzöld és a hasi része sárgásfehér; a két szín között nincsenek átmeneti árnyalatok, emiatt a színkülönbség szembetűnő. A farokúszója élénkvörös, a többi úszó vége is vöröses. Az felső állcsontján (maxilla) két nagy bajusz, míg az állkapocscsontján (mandibula) négy kisebb bajusz látható.

## Életmódja
A trópusi vizeket kedveli, ahol a meder közelében keresi táplálékát és pihen. Az 5,5-6,8 pH értékű, valamint a 20-26 Celsius-fokos hőmérsékletű édesvizeket kedveli. Tápláléka csontos halakból, rákokból és gyümölcsökből tevődik össze.

## Felhasználása
Ipari mértékű halászata nincs, azonban azok az emberek akik az élőhelye közelében élnek ki-kihalásszák étkezési célokból. A sporthorgászok is kedvelik. Szép színei miatt kedvelt városi akváriumi hal.

## Képek

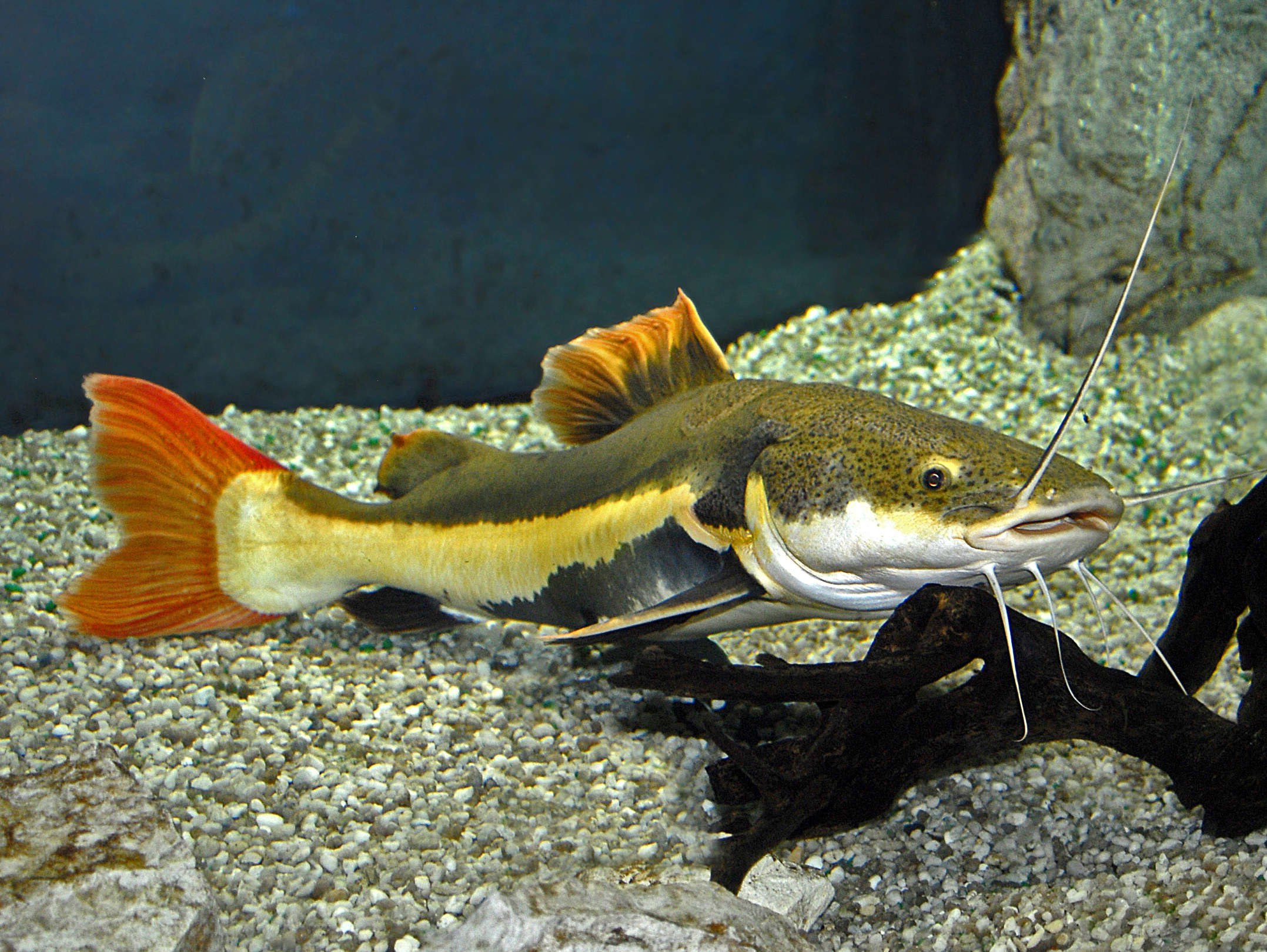
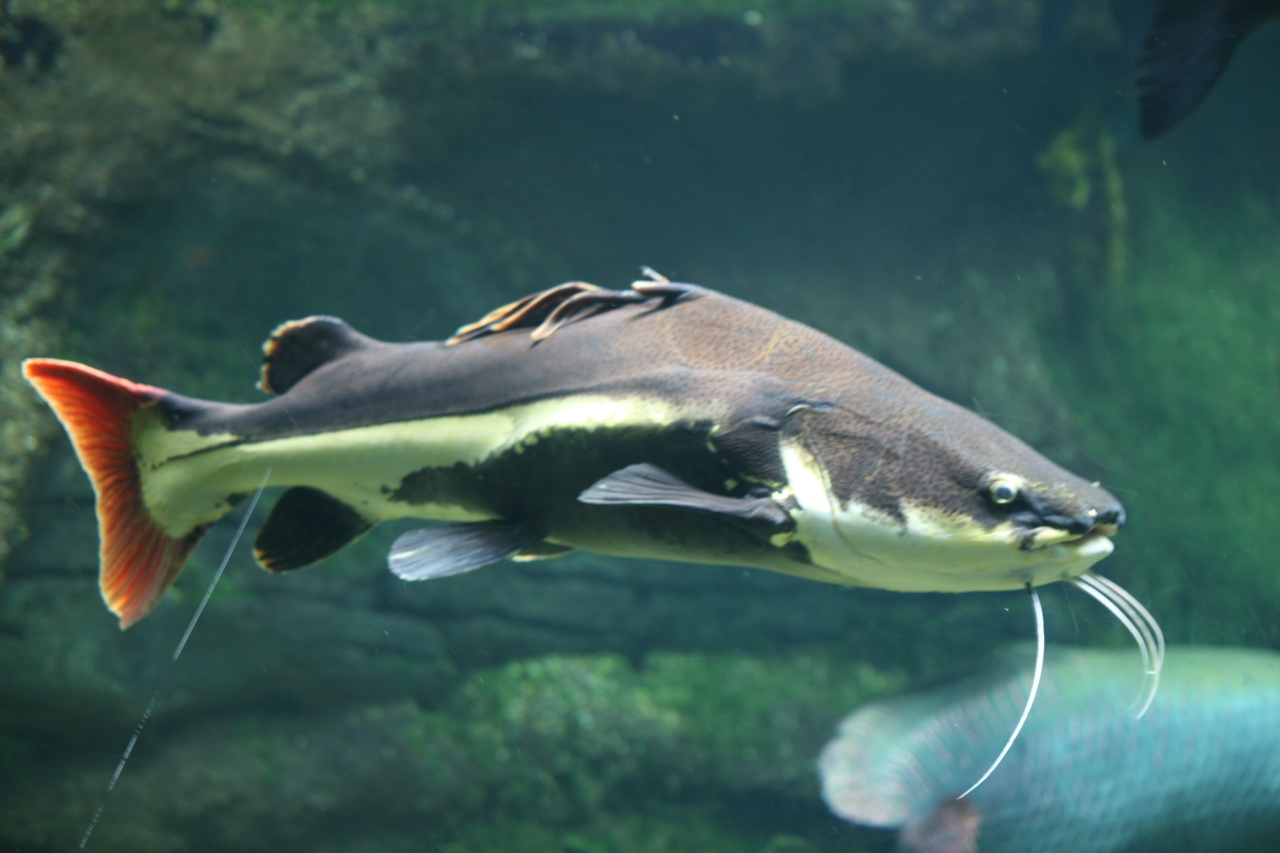
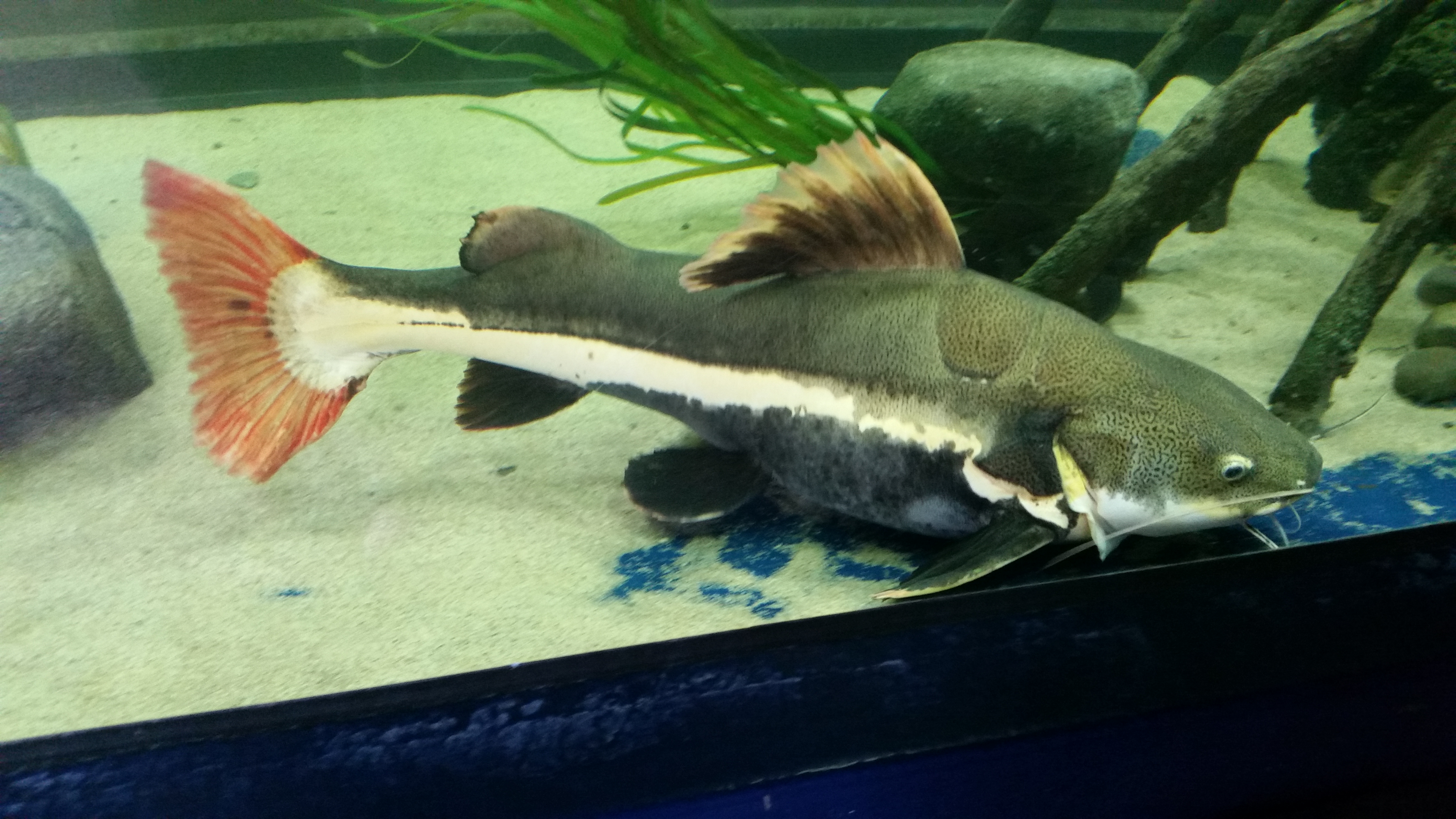
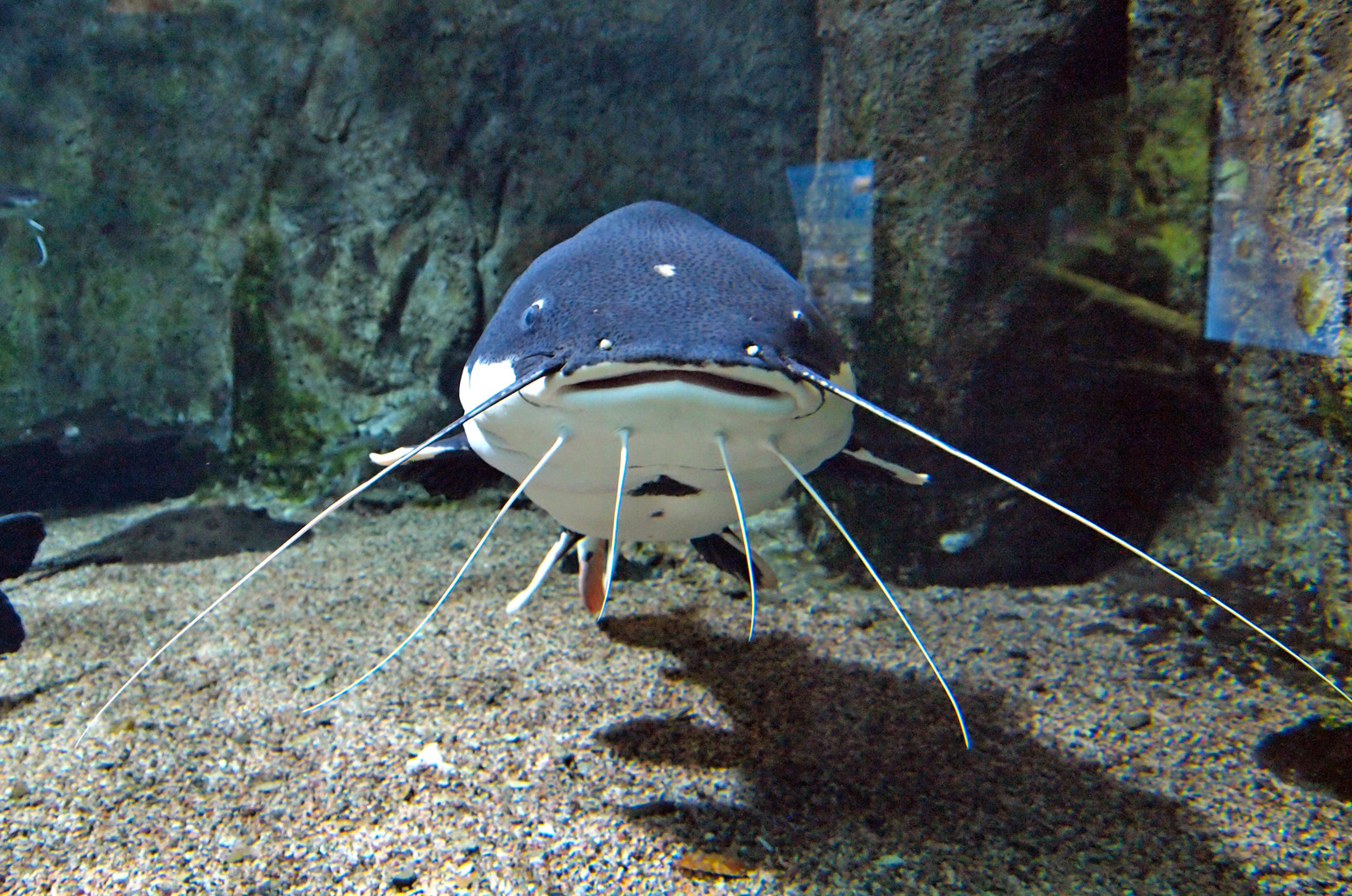
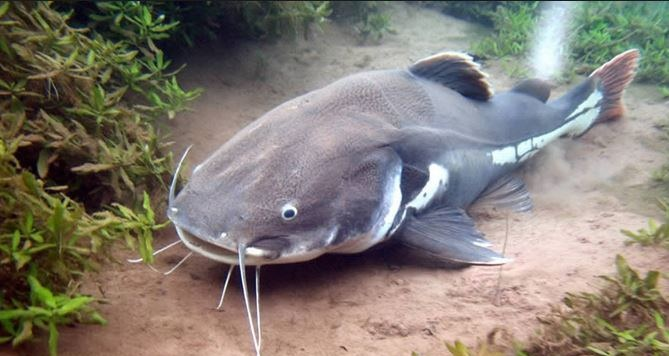